# ミン・ヨンウォン
ミン・ヨンウォン（민영원、本名:조효경、1984年1月5日 - ）は 大韓民国の女優。2003年SBSドラマ『二十歳』でデビューした。

## 学歴
- ソウル芸術大学 映画科

## 出演作品

### ドラマ
- 2003年 SBS 青春ドラマ 『二十歳』
- 2003年 KBS2 単幕劇 『TV文化館 - 香ばしき尤物話』
- 2007年 KBS2 単幕劇 『ドラマシティ - 空、恋人』
- 2008年 OBS 単幕劇 『달콤 도둑』
- 2009年 KBS2 ミニシリーズ 『花より男子』 ... ミランダ　イ・ミスク 役
- 2009年 SBS 週末連続劇 『華麗なる遺産』 ... イ・ヘリ 役
- 2010年 SBS ミニシリーズ 『検事プリンセス』 ... イ・ユナ 役
- 2010年 KBS1 日々連続劇 『風吹くよき日』 ... ファヨン 役
- 2011年 SBS ミニシリーズ 『シティーハンター in Seoul』 ... イ・ギョンワン議員の恋人、ミニ 役(特別出演)
- 2012年 KBS2 日々シットコム 『仙女が必要』 ... チャ・ヒビン 役
- 2012年 MBN ミニシリーズ 『怪しい家族』 ... オ・スジョン 役
- 2012年 KBS2 単幕劇 『KBSドラマスペシャル - SOS』 ... イ・ユジン 役
- 2012年 KBS2 週末連続劇 『私の娘ソヨン』 ... イ・ヨニ 役

### 映画
- 2004年 『フーリッシュゲーム』

### ミュージックビデオ
- ウォヌ - Walking in the rain

## 放送
- m.net WIDEニュース ... VJ